# Langston Galloway
Langston Arnold Galloway (Baton Rouge, 9 dicembre 1991) è un cestista statunitense, di ruolo guardia, professionista nella NBA e in Europa.

## Statistiche

### NCAA
| Anno      | Squadra            | PG  | PT  | MP   | TC%  | 3P%  | TL%  | RP  | AP  | PRP | SP  | PP   |
| --------- | ------------------ | --- | --- | ---- | ---- | ---- | ---- | --- | --- | --- | --- | ---- |
| 2010-2011 | St. Joseph's Hawks | 33  | 33  | 34,3 | 39,9 | 39,2 | 88,7 | 5,5 | 2,9 | 1,7 | 0,5 | 12,8 |
| 2011-2012 | St. Joseph's Hawks | 34  | 33  | 35,7 | 48,8 | 46,6 | 78,5 | 4,5 | 2,2 | 1,0 | 0,6 | 15,5 |
| 2012-2013 | St. Joseph's Hawks | 32  | 32  | 35,7 | 41,4 | 39,4 | 77,2 | 3,6 | 2,3 | 1,4 | 0,3 | 13,8 |
| 2013-2014 | St. Joseph's Hawks | 34  | 34  | 36,2 | 44,4 | 44,3 | 82,6 | 4,3 | 1,6 | 1,1 | 0,5 | 17,7 |
| Carriera  | Carriera           | 133 | 132 | 35,5 | 43,8 | 42,6 | 82,1 | 4,5 | 2,2 | 1,3 | 0,5 | 15,0 |

#### Massimi in carriera
- Massimo di punti: 33 vs Fordham (22 febbraio 2014)[1]
- Massimo di rimbalzi: 9 (7 volte)
- Massimo di assist: 8 vs Rutgers (26 novembre 2010)
- Massimo di palle rubate: 7 vs Minnesota (8 dicembre 2010)
- Massimo di stoppate: 3 vs Fairfield (23 novembre 2010)
- Massimo di minuti giocati: 49 vs Iona (23 novembre 2011)

### NBA

#### Regular season
| Anno      | Squadra          | PG  | PT | MP   | TC%  | 3P%  | TL%  | RP  | AP  | PRP | SP  | PP   |
| --------- | ---------------- | --- | -- | ---- | ---- | ---- | ---- | --- | --- | --- | --- | ---- |
| 2014-2015 | N.Y. Knicks      | 45  | 41 | 32,4 | 39,9 | 35,2 | 80,8 | 4,2 | 3,3 | 1,2 | 0,3 | 11,8 |
| 2015-2016 | N.Y. Knicks      | 82  | 7  | 24,8 | 39,3 | 34,4 | 75,4 | 3,5 | 2,5 | 0,9 | 0,3 | 7,6  |
| 2016-2017 | N.O. Pelicans    | 55  | 0  | 20,4 | 37,4 | 37,7 | 76,9 | 2,2 | 1,2 | 0,7 | 0,1 | 8,6  |
| 2016-2017 | Sacramento Kings | 19  | 2  | 19,7 | 40,4 | 47,5 | 91,7 | 1,8 | 1,5 | 0,3 | 0,1 | 6,0  |
| 2017-2018 | Detroit Pistons  | 58  | 2  | 14,9 | 37,1 | 34,4 | 80,5 | 1,6 | 1,0 | 0,6 | 0,1 | 6,2  |
| 2018-2019 | Detroit Pistons  | 80  | 4  | 21,8 | 38,8 | 35,5 | 84,4 | 2,1 | 1,1 | 0,5 | 0,1 | 8,4  |
| 2019-2020 | Detroit Pistons  | 66  | 6  | 25,8 | 43,5 | 39,9 | 85,9 | 2,3 | 1,5 | 0,7 | 0,2 | 10,3 |
| 2020-2021 | Phoenix Suns     | 40  | 0  | 11,0 | 44,9 | 42,4 | 95,7 | 1,1 | 0,7 | 0,2 | 0,0 | 4,8  |
| 2021-2022 | Brooklyn Nets    | 4   | 0  | 14,5 | 38,5 | 25,0 | -    | 2,0 | 1,3 | 0,0 | 0,0 | 3,0  |
| 2021-2022 | Milwaukee Bucks  | 3   | 0  | 16,3 | 7,7  | 0,0  | -    | 3,3 | 2,3 | 0,3 | 0,0 | 0,7  |
| Carriera  | Carriera         | 452 | 62 | 21,8 | 39,7 | 36,8 | 81,6 | 2,4 | 1,6 | 0,7 | 0,1 | 8,1  |

#### Play-off
| Anno     | Squadra         | PG | PT | MP   | TC%  | 3P%  | TL% | RP  | AP  | PRP | SP  | PP  |
| -------- | --------------- | -- | -- | ---- | ---- | ---- | --- | --- | --- | --- | --- | --- |
| 2019     | Detroit Pistons | 4  | 0  | 27,5 | 32,4 | 36,0 | -   | 3,8 | 1,0 | 0,5 | 1,0 | 7,8 |
| 2021     | Phoenix Suns    | 2  | 0  | 7,5  | 14,3 | 0,0  | 0,0 | 1,0 | 0,5 | 0,0 | 0,5 | 1,0 |
| Carriera | Carriera        | 6  | 0  | 20,8 | 29,3 | 33,3 | 0,0 | 2,8 | 0,8 | 0,3 | 0,8 | 5,5 |

#### Massimi in carriera
- Massimo di punti: 32 vs Charlotte Hornets (15 novembre 2019)[2]
- Massimo di rimbalzi: 11 (2 volte)
- Massimo di assist: 7 (3 volte)
- Massimo di palle rubate: 5 vs Oklahoma City Thunder (20 novembre 2015)
- Massimo di stoppate: 3 vs Atlanta Hawks (26 dicembre 2015)
- Massimo di minuti giocati: 48 vs San Antonio Spurs (17 marzo 2015)

### G League

#### Regular Season
| Anno      | Squadra        | PG | PT | MP   | TC%  | 3P%  | TL%  | RP  | AP  | PRP | SP  | PP   |
| --------- | -------------- | -- | -- | ---- | ---- | ---- | ---- | --- | --- | --- | --- | ---- |
| 2014-2015 | Westch. Knicks | 19 | 19 | 36,8 | 44,7 | 35,8 | 83,0 | 5,9 | 2,4 | 2,7 | 0,4 | 16,5 |
| 2021-2022 | C.P. Skyhawks  | 25 | 12 | 32,8 | 40,6 | 35,3 | 88,9 | 5,1 | 4,4 | 0,8 | 0,5 | 16,2 |
| 2022-2023 | C.P. Skyhawks  | 43 | 35 | 32,8 | 46,5 | 44,6 | 83,3 | 3,5 | 2,3 | 1,4 | 0,2 | 14,9 |
| Carriera  | Carriera       | 87 | 66 | 33,7 | 44,2 | 40,1 | 85,0 | 4,5 | 2,9 | 1,5 | 0,4 | 15,6 |

#### Playoffs
| Anno     | Squadra       | PG | PT | MP   | TC%  | 3P%  | TL% | RP  | AP  | PRP | SP  | PP   |
| -------- | ------------- | -- | -- | ---- | ---- | ---- | --- | --- | --- | --- | --- | ---- |
| 2022     | C.P. Skyhawks | 1  | 1  | 35,8 | 35,7 | 33,3 | 100 | 3,0 | 5,0 | 1,0 | 0,0 | 14,0 |
| Carriera | Carriera      | 1  | 1  | 35,8 | 35,7 | 33,3 | 100 | 3,0 | 5,0 | 1,0 | 0,0 | 14,0 |

### LBA

#### Regular Season
| Anno      | Squadra        | PG | PT | MP   | TC%  | 3P%  | TL%  | RP  | AP  | PRP | SP  | PP   |
| --------- | -------------- | -- | -- | ---- | ---- | ---- | ---- | --- | --- | --- | --- | ---- |
| 2023-2024 | Pall. Reggiana | 30 | 30 | 29,7 | 39,3 | 36,3 | 89,5 | 2,6 | 2,4 | 0,9 | 0,1 | 16,9 |
| Carriera  | Carriera       | 30 | 30 | 29,7 | 39,3 | 36,3 | 89,5 | 2,6 | 2,4 | 0,9 | 0,1 | 16,9 |

#### Playoffs
| Anno     | Squadra        | PG | PT | MP   | TC%  | 3P%  | TL%  | RP  | AP  | PRP | SP  | PP   |
| -------- | -------------- | -- | -- | ---- | ---- | ---- | ---- | --- | --- | --- | --- | ---- |
| 2024     | Pall. Reggiana | 5  | 5  | 31,8 | 35,7 | 39,0 | 84,2 | 3,6 | 3,6 | 1,0 | 0,0 | 16,4 |
| Carriera | Carriera       | 5  | 5  | 31,8 | 35,7 | 39,0 | 84,2 | 3,6 | 3,6 | 1,0 | 0,0 | 16,4 |

## Palmarès
- NBA All-Rookie Second Team (2015)